# Klangsbøl Sogn
Klangsbøl  Sogn (på tysk Kirchspiel Klanxbüll) er et sogn i det nordvestlige Sydslesvig, tidligere i Viding Herred (Tønder Amt), nu Klangsbøl Kommune i Nordfrislands Kreds i delstaten Slesvig-Holsten. 
I Klangsbøl Sogn findes flg. stednavne:
- Bombøl (Bombüll)
- Bombølgaard
- Borg
- Klangsbøl (delt i Vester og Øster Klangsbøl,  Klanxbüll)
- Nørrehjørne eller Nordhjørne
- Petersmark
- Spangvej (Spangweg)
- Sønderhjørne
- Trekantskog
- Visk (Wisch)